# ولاستیمیل ترژشنیاک
ولاستیمیل ترژشنیاک (چکی: Vlastimil Třešňák؛ زادهٔ ۲۶ آوریل ۱۹۵۰) خواننده، ترانه‌سرا و نویسندهٔ اهل کشور جمهوری چک است. در دهه ۱۹۷۰ عضو انجمن Šafrán بود. او منشور ۷۷ (چارتا ۷۷) را امضا کرد و سپس در سراسر چکسلواکی ممنوع الفعالیت شد. در سال ۱۹۸۲ توسط اس‌تی‌بی (پلیس مخفی رژیم کمونیستی چکسلواکی) مجبور به مهاجرت از چکسلواکی شد. او در سوئد اقامت گزید و پس از انقلاب مخملی به چکسلواکی بازگشت. از آن زمان، او آلبوم‌های انفرادی زیادی منتشر کرد. آخرین آلبوم او Alter ego در سال ۲۰۱۳ منتشر شد.